# Ecaterina Oancia
Ecaterina Oancia, née le 25 mars 1954 à Sângeorgiu de Pădure (Roumanie) et morte le 3 décembre 2024, est une rameuse roumaine. Elle est championne olympique aux Jeux de 1984 ainsi que médaillée d'argent et de bronze aux Jeux de 1988.

## Carrière
Membre de l'équipe roumaine aux Jeux de 1984, Ecaterina Oancia remporte le titre olympique sur le quatre de couple, puis remporte l'argent sur en huit et le bronze en quatre avec barreur aux Jeux de 1988. Elle est également détentrice de trois médailles d'or et trois médailles de bronze aux Mondiaux entre 1981 et 1989.

## Palmarès

### Jeux olympiques
- Jeux olympiques d'été de 1988 à Séoul ( Corée du Sud) :
  -  médaille d'argent en huit
  -  médaille de bronze en quatre avec barreur
- Jeux olympiques d'été de 1984 à Los Angeles ( États-Unis) :
  -  médaille d'or en quatre de couple

### Championnats du monde
- Championnats du monde 1989 à Bled ( Slovénie) :
  -  médaille d'or en huit
- Championnats du monde 1987 à Copenhague ( Danemark) :
  -  médaille d'or en quatre avec barreur
  -  médaille d'or en huit
- Championnats du monde 1985 à Hazewinkel ( Belgique) :
  -  médaille de bronze en huit
- Championnats du monde 1982 à Lucerne ( Suisse) :
  -  médaille de bronze en quatre de couple
- Championnats du monde 1981 à Munich ( Allemagne) :
  -  médaille de bronze en quatre de couple